# Dražičky
Dražičky (en allemand : Klein Draschitz) est une commune du district de Tábor, dans la région de Bohême-du-Sud, en République tchèque. Sa population s'élevait à 164 habitants en 2020.

## Géographie
Dražičky est arrosé par la rivière Lužnice et se trouve à 6 km à l'ouest du centre de Tábor, à 48 km au nord-nord-est de České Budějovice et à 77 km au sud-sud-est de Prague.
La commune est limitée par la rivière Lužnice et la commune de Dražice au nord, par Slapy à l'est et par Malšice au sud et à l'ouest.

## Histoire
La première mention écrite du village date de 1379.